# Donizete Oliveira
Donizete Oliveira (Bauru, 1968. február 21. –) brazil válogatott labdarúgó.

## Nemzeti válogatott
A brazil válogatottban 6 mérkőzést játszott.

## Statisztika
| Brazil válogatott | Brazil válogatott | Brazil válogatott |
| Időszak           | Mérk.             | gól               |
| ----------------- | ----------------- | ----------------- |
| 1990              | 3                 | 0                 |
| 1991              | 2                 | 0                 |
| 1992              | 0                 | 0                 |
| 1993              | 0                 | 0                 |
| 1994              | 0                 | 0                 |
| 1995              | 0                 | 0                 |
| 1996              | 0                 | 0                 |
| 1997              | 0                 | 0                 |
| 1998              | 0                 | 0                 |
| 1999              | 0                 | 0                 |
| 2000              | 1                 | 0                 |
| Összesen          | 6                 | 0                 |